# Маріан Лупу
Маріан Ілліч Лупу (рум. Marian Lupu *20 червня 1966, м. Бєльці) — молдовський політик, лідер Демократичної партії Молдови. У 2005—2009 обіймав посаду голови Парламенту Республіки Молдова.
В.о. Президента Молдови з 30 грудня 2010 до 16 березня 2012.

## Біографія
Народився 20 червня 1966 у місті Бельці. У віці 6 років переїхав з родиною в Кишинів, де в 1983 із золотою медаллю закінчив школу № 1 (нині ліцей ім. Георге Асакі).
У 1987 з відзнакою закінчив факультет економіки і торгівлі Молдовського державного університету. З 1987 навчався в аспірантурі Московської економічної академії і Молдовського державного університету, після закінчення якої в 1991 отримав звання кандидата економічних наук.
З 1991 року працював в Департаменті зовнішніх економічних зв'язків Міністерства економіки спочатку на посаді головного спеціаліста, потім начальника відділу, начальника управління, а з 1997 — директора департаменту.
У 1992—2000, був також виконавчим директором програми TACIS-Moldova.
У 1994 пройшов спеціалізовані курси макроекономіки у Вашингтонському інституті Міжнародного валютного фонду, в 1996 — курси міжнародної торгівлі в Інституті Світової організації торгівлі в Женеві.
З 24 травня 2001 — заступник міністра економіки, координатор діяльності департаментів зовнішньоекономічних зв'язків і торгівлі в рамках міністерства. З 5 серпня 2003 — Міністр економіки.
6 березня 2005 обраний депутатом Парламенту за списками Партії комуністів Республіки Молдова. 24 березня 2005 обраний на посаду Голови Парламенту.
У червні 2009 вийшов з ПКРМ, приєднався до Демократичної партії Молдови і 10 червня очолив її.
Володіє французькою, англійською та російською мовами.
Одружений, має двох дітей.